# 黛安娜·克拉彭
黛安娜·克拉彭（英語：Diana Clapham，1957年6月8日—），英国女子马术运动员。她曾代表英国参加1984年夏季奥林匹克运动会马术比赛，获得团体三项赛银牌和个人三项赛第32名。